# روبرت هوكينز (ملاكم)
روبرت هوكينز (بالإنجليزية: Robert Hawkins)‏ مواليد 19 مارس 1970 في فيلادلفيا، الولايات المتحدة، هو ملاكم محترف أمريكي يصنف ضمن فئة الوزن الثقيل بدأ مسيرته الاحترافية سنة 1994.

## المسيرة الاحترافية
من نزالاته:
- خسر أمام فريس أوكندو (2012/08/18).
- خسر أمام موريس هاريس (2010/04/15).
- خسر أمام بيرمان ستيفيرني (2009/02/14).
- خسر أمام أوليغ ماسكايف (2008/09/06).
- خسر أمام دينيس بويتسوف (2008/04/26).
- خسر أمام جيسون إسترادا (2007/05/11).
- خسر أمام ديفيد توا (2007/02/22).
- خسر أمام صامويل بيتر (2005/12/15).
- خسر أمام إدي شامبرز (2005/09/09).

## إحصائيات
خاض خلال مسيرته 47 نزالا، فاز في 23 ولم يتعادل وخسر في 24. فاز بالضربة القاضية في 7 نزالا.

## روابط خارجية
- روبرت هوكينز على موقع بوكس ريك (الإنجليزية) (registration required)